# Je vais craquer
Pour plus de détails, voir Fiche technique et Distribution.
Je vais craquer est un film français réalisé par François Leterrier, sorti en 1980.

## Synopsis
Jérôme Ozendron (Christian Clavier), la trentaine, est un jeune cadre dynamique marié à Brigitte (Nathalie Baye) avec laquelle il a trois enfants. Un jour, il rencontre Chris, un ancien ami, et ils passent la soirée ensemble. Chris est un play-boy qui fréquente les milieux branchés comme Chez Castel, Chez Régine et les jolies filles, ce qui ne manque pas d'impressionner Jérôme. Quelques jours plus tard, Jérôme est brutalement licencié de son entreprise. 
Au lieu de prendre les choses avec désarroi, il veut profiter de ce temps libre pour sortir de sa « vie étriquée » et reprendre l'écriture de son roman depuis longtemps abandonné. C'est ainsi qu'il quitte le domicile conjugal pour une petite chambre de bonne du quartier latin pour être « au calme, pour écrire » et surtout, en compagnie de Chris, en profiter pour fréquenter lui aussi les milieux branchés. C'est ainsi qu'il démarre une liaison avec Natacha, une call-girl et avec Liliane (Anémone) une jeune femme désespérée et très collante, rencontrée lors d'un spectacle de rue. 
Jérôme, complètement grisé par ses fréquentations branchées qui lui feront miroiter l'écriture d'un scénario pour le cinéma, finira par abandonner femme et enfants... mais en recréant avec Liliane la vie petite-bourgeoise qu'il comptait fuir, alors que Brigitte son ex-femme a pu dans le même temps gravir l'échelle sociale bien plus que lui : tel est pris qui croyait prendre.

## Fiche technique
- Titre : Je vais craquer
- Réalisation : François Leterrier, assisté de Marc Rivière, Stéphane Clavier
- Scénario : Gérard Lauzier et François Leterrier, d'après la bande dessinée La Course du rat (1978), de Gérard Lauzier
- Production : Yves Rousset-Rouard
- Musique : Jean-Pierre Sabar
- Photographie : Jean-François Robin
- Montage : Marie-Josèphe Yoyotte
- Décors : Serge Douy
- Costumes : Catherine Leterrier
- Pays d'origine : France
- Format : couleurs - 1,85:1 - Son mono - 35 mm
- Genre : comédie
- Durée : 89 minutes
- Date de sortie : 23 avril 1980 (France)

## Distribution
- Christian Clavier : Jérôme Ozendron
- Nathalie Baye : Brigitte Ozendron
- Anémone : Liliane
- Marc Porel : Christian
- Maureen Kerwin : Natacha
- Jean-Paul Zehnacker : Michel
- Henri-Jacques Huet : Sacha Bluwein
- Jacques Maury : Duran-Rodel
- Catherine Serre : Malika
- André Valardy : Potel
- Judith Magre : Irina, la mère de Liliane
- Noëlle Leiris : Henriette, une amie de la mère de Liliane
- Rita Maiden : une amie de la mère de Liliane
- Bunny Godillot : Colombine
- Jean-François Dérec : le CRS croquemitaine
- Eddy Mitchell : lui-même
- Étienne Draber : le voisin dans l'ascenseur
- Anna Gaylor : la voisine dans l'ascenseur
- Diane Bellego (créditée Evelyne Bellego) : Eva
- Annie Jouzier : la femme dans l'ascenseur (au tout début du film)
- Cerise[1]

## Autour du film
- Le film est sorti en VHS mais n'a jamais fait l'objet d'une édition en DVD. Il est finalement édité en Blu-ray en décembre 2024 par Studio Canal au sein de sa collection « Nos années 80 ».

- Il est emblématique du début des années 80, époque où les idéaux hippies de la décennie précédente sont jetés aux orties, et où il importe au contraire de faire fortune sans effort dans le milieu branché de la « société libérale avancée » (slogan de Valéry Giscard d'Estaing, repris par Jérôme dans le film)

- Le producteur Yves Rousset-Rouard fait lors d'une scène une petite apparition (non créditée) à la télévision.

- Christian Clavier et Nathalie Baye reformeront un couple à l'écran dans Le prix à payer d'Alexandra Leclère en 2007.
- En lisant la distribution du film on s'aperçoit que Liliane (Anémone) a deux mamans, respectivement interprétées par Judith Magre et Rita Maiden.